# Песнь о Харбарде
«Песнь о Ха́рбарде» (исл. Hárbarðsljóð) — одна из поэм древнескандинавского «Королевского кодекса» (XIII век), входящая в состав «Старшей Эдды».
Главный герой поэмы — бог Тор, который, возвращаясь с востока, выходит к проливу и просит перевозчика с лодкой на другом берегу переправить его. Перевозчик называет себя Харбард («седая борода»), но в действительности это Один. Он отказывается перевозить Тора, начинается перебранка. Харбард рассказывает о своём пребывании в Валланде и на острове Альгрён («зелёный»), где он убивал мужей и соблазнял дев, Тор — о расправе с Тьяцци, жёнами турсов и берсерков. В финале Харбард советует Тору обойти пролив пешком, а тот грозит ему расправой при встрече.
Исследователи относят «Песнь о Харбарде» к «песням-перебранкам» (наряду с «Перебранкой Локи») и полагают, что эта поэма была создана в языческую эпоху. В основе «Песни» лежит уверенность в том, что при переходе из мира живых в мир мёртвых нужно говорить только правду. От других поэм в составе «Старшей Эдды» «Песнь о Харбарде» отличают реалистическое содержание и небрежная форма: по словам одного из комментаторов, «таких свободных строф, таких неправильных строчек, подчас переходящих в прозу, нет ни в одной другой песни».

## Галерея
|                                                       |                                                       |
| Тор бранится с Харбардом. Рисунок Уильяма Коллингвуда | Харбард бранится с Тором. Рисунок Уильяма Коллингвуда |